# Stagione di college football 1903
La Stagione di college football 1903 fu la trentaquattresima stagione di college football negli Stati Uniti.
La stagione riporta l'esordio di 40 scuole statunitensi, ed un ulteriore lieve incremento delle gare giocate che tocca quota 468.

## Eventi principali
Il 31 ottobre, in uno scontro ferroviario, rimasero uccisi quattordici giocatori della Purdue University che si stavano recando alla gara contro Indiana, uno dei pochi sopravvissuti fu il capitano e fullback Harry G. Leslie, futuro governatore dell'Indiana. Tale tragedia è ricordata come "Purdue Wreck" e fu la prima sciagura ferroviaria a colpire una squadra di college football.
Michigan chiuse nuovamente la stagione imbattuta 11-0-1, l'unico pareggio fu imposto da Minnesota 6-6 il 31 ottobre. Le due squadre condivisero la vittoria nella Western Conference, Michigan fu considerata campione nazionale dal National Championship Foundation bissando il titolo dell'anno prima.
Altre due scuole chiusero la stagione senza subire sconfitte: Nebraska terminò con un record di 11-0 sconfiggendo Iowa ed Illinois provenienti dalla Western Conference, oltre a Denver, Kansas e Colorado; Princeton terminò 11-0 battendo Yale il 14 novembre, venendo nominata anch'essa retroattivamente campione nazionale da Billingsley, Houlgate, Helms, National Championship Foundation e Parke H. Davis.

## Conference e vincitori
| Conference                                    | Scuola                       | Conf. V-S-P | Totale V-S-P |
| --------------------------------------------- | ---------------------------- | ----------- | ------------ |
| Colorado Football Association                 | Colorado                     | 6 - 0       | 8 - 2        |
| Maine Intercollegiate Athletic Association    | Maine                        | 3 - 0       | 7 - 1        |
| Michigan Intercollegiate Athletic Association | Albion                       | 4 - 1       | 4 - 3 - 2    |
| Michigan Intercollegiate Athletic Association | Michigan State               | 4 - 1       | 6 - 1 - 1    |
| Southern Intercollegiate Athletic Association | Cumberland                   | 4 - 1 - 1   | 6 - 1 - 1    |
| Southern Intercollegiate Athletic Association | University of South          | 5 - 1       | 7 - 1        |
| Southern Intercollegiate Athletic Association | Vanderbilt                   | 5 - 1 - 1   | 6 - 1 - 1    |
| Western Conference                            | Michigan                     | 3 - 0 - 1   | 11 - 0 - 1   |
| Western Conference                            | Minnesota                    | 3 - 0 - 1   | 14 - 0 - 1   |
| Ohio Athletic Conference                      | Case Institute of Technology | 5 - 0       | 8 - 2        |

## Campioni nazionali
| 1903 | Michigan  | 11–0–1 | Fielding H. Yost | NCF                  |
| 1903 | Princeton | 11–0   | Art Hillebrand   | BR, HAF, HS, NCF, PD |